# 东平国家森林公园
东平国家森林公园位于中华人民共和国上海市崇明区崇明岛中北部。东西最宽处为1.7公里，南北最长处为2.8公里，总面积为3.55平方公里。东、西、北三面与东平镇东风农场为邻，南隔河与建设镇接壤，边界均呈直线形。由县属东平林场改建而成。是华东地区已形成的最大平原人造森林。全国农业旅游示范点。

## 历史沿革
1959年11月开始围垦，同年12月建立东平林场，1987年8月，开始改建工程。1989年开始以东平森林公园名称对外开放。1991年10月，改建工程完工。1993年9月，经国家林业部批准升级为国家级森林公园，是当时全国具有典型意义的十大国家级森林公园之一。从此东平林场开始走上了林业与旅游业同步发展的道路。1997年被评为上海市“十佳”休闲新景点。2002年被评为国家4A级风景区，2006年获得首批中国国家森林公园专用标志。2009年7月，崇明县人民政府以原上海崇明森林旅游园区投资开发有限公司为骨干组建上海崇明旅游投资发展有限公司。公司主体为东平国家森林公园，是崇明最大的国有旅游企业。

## 景点设施
公园以多彩的植物群落为主景，在北部一块盐碱地上开挖出水杉湖，以湖周围满布浓密的水杉林而得名，水面积约8万平方米。水杉湖作为全园游览及服务中心，环湖有森林沙滩浴场、水上乐园、果园、花卉盆景园、少年儿童活动营地、森林动物园及其他游乐活动设施。另有知青广场、原野乐园、百竹园、枫树园、桂花园、梅花园、樱花园、观鸟台、迷你高尔夫练球场等主要景点。根宝足球基地也落户于东平林场辖境内。